# Rhynchosia reniformis
Rhynchosia reniformis är en ärtväxtart som först beskrevs av Frederick Traugott Pursh, och fick sitt nu gällande namn av Dc. Rhynchosia reniformis ingår i släktet Rhynchosia och familjen ärtväxter. Inga underarter finns listade i Catalogue of Life.